# Oscar Bernadotte
Oscar Bernadotte, nome completo  Oskar Carl Augustus Principe Bernadotte, Conte di Wisborg  (Stoccolma, 15 novembre 1859 – Stoccolma, 4 ottobre 1953), già principe di Svezia e Norvegia fu duca di Gotland dalla nascita al 1888 e, dal 2 aprile 1892, principe Bernadotte e conte di Wisborg.

## Biografia
Fu il secondo figlio di Oscar II di Svezia, e della sua consorte Sofia di Nassau, al momento della sua nascita principi ereditari di Svezia e Norvegia.
Nacque nel Arvfurstens palats, nei pressi di Stoccolma, e fu nominato alla nascita duca di Gotland.
Ricevette un'educazione privata dopodiché studiò presso la scuola di Beskow.

## Carriera
All'età di tredici anni fu accettato nella Marina, dove già nell'estate del 1873 intraprese un lungo viaggio come cadetto con la corvetta HMS Balder. In seguito viaggiò a Tor nel 1874, Norrköping nel 1875, America del Nord nel 1876 e molti altri ancora. Nel 1879 venne nominato sottotenente nelle flotte svedesi e norvegesi e ha partecipato nel 1880 alla spedizione Vanadis nel Mediterraneo.
Nel 1890 divenne comandante di 1º grado, nel 1895 capitano di bandiera, nel 1897 capo squadrone della nave corazzata Oden e nello stesso anno venne promosso al grado di contrammiraglio. Quando nel 1903 divenne vice-ammiraglio, prese commiato dal servizio attivo. Il principe servì nella Marina per 25 anni e visse a Karlskrona per diversi anni.
Il 12 maggio 1880 fu nominato primo Socio Onorario della Accademia Reale Svedese delle Scienze. Era anche molto attivo nelle organizzazioni religiose e sociali, in particolare come presidente della svedese YMCA (1892-1943) e come presidente del amici missione lapponi (1899-1934). Il più noto, tuttavia, era la sua attività nel movimento di santità come il fondatore e leader della conferenza annuale Södertälje.

## Matrimonio
Il 29 gennaio 1888 si fidanzò con Ebba Munck af Fulkila. Il matrimonio venne celebrato il 15 marzo dello stesso anno. Ebbero cinque figli:
- Maria Sofia Bernadotte, contessa Bernadotte di Wisborg (28 febbraio 1889-19 giugno 1974);
- Carlo Oscar Bernadotte, conte Bernadotte di Wisborg (27 maggio 1890-1977), sposò in prime nozze Marianne de Geer af Leufsta, ebbero quattro figli, e in seconde nozze Gerty Börjesson, ebbero un figlio;
- Ebba Sofia Bernadotte, contessa Bernadotte di Wisborg (17 maggio 1892-21 giugno 1936), sposò Carl-Mårten Fleetwood, non ebbero figli;
- Elsa Vittoria Bernadotte, contessa Bernadotte di Wisborg (3 agosto 1893-1996), sposò Hugo Cedergren, non ebbero figli;
- Folke Bernadotte, conte Bernadotte di Wisborg (2 gennaio 1895-17 settembre 1948), sposò Estelle Manville, ebbero quattro figli.

Non essendo la sposa di origini sufficientemente nobili, ad Oscar vennero tolti il diritto di successione al trono e tutti i suoi titoli nobiliari. A partire da quell'anno egli fu conosciuto non più come Oscar di Svezia ma come Principe Bernadotte.
Nel 1892 lo zio materno, il granduca Adolfo di Lussemburgo, gli concesse il titolo di Conte di Wisborg, trasmissibile ereditariamente ai figli. Questo titolo fu usato anche successivamente per i principi svedesi sposati con persone non nobili.

## Morte
Anche se era malato, nel 1885 si recò a Amsterdam per essere visitato dal famoso dottor Metzger.
Morì il 4 ottobre 1953 a Stoccolma.

## Albero genealogico
|                            |                                       |                                     | Genitori                              |  |  | Nonni |  |  | Bisnonni                     |  |  | Trisnonni             |  |
|                            |                                       |                                     |                                       |  |  |       |  |  | Carlo XIV Giovanni di Svezia |  |  | Jean Henri Bernadotte |  |
|                            |                                       |                                     |                                       |  |  |       |  |  | Carlo XIV Giovanni di Svezia |  |  | Jean Henri Bernadotte |  |
|                            |                                       | Jeanne de Saint-Vincent             |                                       |  |  |       |  |  | Carlo XIV Giovanni di Svezia |  |  |                       |  |
| Oscar I di Svezia          |                                       |                                     |                                       |  |  |       |  |  | Carlo XIV Giovanni di Svezia |  |  |                       |  |
|                            |                                       | Désirée Clary                       | François Clary                        |  |  |       |  |  |                              |  |  |                       |  |
|                            |                                       | Désirée Clary                       | François Clary                        |  |  |       |  |  |                              |  |  |                       |  |
|                            |                                       | Désirée Clary                       | Françoise Rose Somis                  |  |  |       |  |  |                              |  |  |                       |  |
| Oscar II di Svezia         |                                       | Désirée Clary                       |                                       |  |  |       |  |  |                              |  |  |                       |  |
|                            |                                       | Eugenio di Beauharnais              | Alessandro di Beauharnais             |  |  |       |  |  |                              |  |  |                       |  |
|                            |                                       | Eugenio di Beauharnais              | Alessandro di Beauharnais             |  |  |       |  |  |                              |  |  |                       |  |
|                            |                                       | Eugenio di Beauharnais              | Giuseppina de Tascher de la Pagèrie   |  |  |       |  |  |                              |  |  |                       |  |
| Giuseppina di Leuchtenberg |                                       | Eugenio di Beauharnais              |                                       |  |  |       |  |  |                              |  |  |                       |  |
|                            |                                       | Augusta di Baviera                  | Massimiliano I di Baviera             |  |  |       |  |  |                              |  |  |                       |  |
|                            |                                       | Augusta di Baviera                  | Massimiliano I di Baviera             |  |  |       |  |  |                              |  |  |                       |  |
|                            |                                       | Augusta di Baviera                  | Augusta Guglielmina d'Assia-Darmstadt |  |  |       |  |  |                              |  |  |                       |  |
| Oscar di Svezia            |                                       | Augusta di Baviera                  |                                       |  |  |       |  |  |                              |  |  |                       |  |
|                            | Federico Guglielmo di Nassau-Weilburg | Carlo Cristiano di Nassau-Weilburg  |                                       |  |  |       |  |  |                              |  |  |                       |  |
|                            | Federico Guglielmo di Nassau-Weilburg | Carlo Cristiano di Nassau-Weilburg  |                                       |  |  |       |  |  |                              |  |  |                       |  |
|                            | Federico Guglielmo di Nassau-Weilburg | Carolina d'Orange-Nassau            |                                       |  |  |       |  |  |                              |  |  |                       |  |
| Guglielmo di Nassau        | Federico Guglielmo di Nassau-Weilburg |                                     |                                       |  |  |       |  |  |                              |  |  |                       |  |
|                            |                                       | Luisa Isabella di Kirchberg         | Guglielmo Georg di Sayn-Hachenburg    |  |  |       |  |  |                              |  |  |                       |  |
|                            |                                       | Luisa Isabella di Kirchberg         | Guglielmo Georg di Sayn-Hachenburg    |  |  |       |  |  |                              |  |  |                       |  |
|                            |                                       | Luisa Isabella di Kirchberg         | Isabella Augusta Reuss di Greiz       |  |  |       |  |  |                              |  |  |                       |  |
| Sofia di Nassau            |                                       | Luisa Isabella di Kirchberg         |                                       |  |  |       |  |  |                              |  |  |                       |  |
|                            |                                       | Paolo Federico di Württemberg       | Federico I di Württemberg             |  |  |       |  |  |                              |  |  |                       |  |
|                            |                                       | Paolo Federico di Württemberg       | Federico I di Württemberg             |  |  |       |  |  |                              |  |  |                       |  |
|                            |                                       | Paolo Federico di Württemberg       | Augusta di Brunswick-Wolfenbüttel     |  |  |       |  |  |                              |  |  |                       |  |
| Paolina di Württemberg     |                                       | Paolo Federico di Württemberg       |                                       |  |  |       |  |  |                              |  |  |                       |  |
|                            |                                       | Carlotta di Sassonia-Hildburghausen | Federico di Sassonia-Altenburg        |  |  |       |  |  |                              |  |  |                       |  |
|                            |                                       | Carlotta di Sassonia-Hildburghausen | Federico di Sassonia-Altenburg        |  |  |       |  |  |                              |  |  |                       |  |
|                            |                                       | Carlotta di Sassonia-Hildburghausen | Carlotta di Meclemburgo-Strelitz      |  |  |       |  |  |                              |  |  |                       |  |
|                            |                                       | Carlotta di Sassonia-Hildburghausen |                                       |  |  |       |  |  |                              |  |  |                       |  |